# Vorbruch (Peckeloh)
Der Vorbruch (ⓘ) ist eine Bauerschaft im Versmolder Stadtteil Peckeloh im Kreis Gütersloh.

## Geografie
Der Vorbruch ist eine Region südlich des Versmolder Bruchs und gehört zum Stadtteil Peckeloh. Die Bauerschaft liegt in der Peripherie zum Ortskern jenseits des Aabachs.
Durch die Bauerschaft fließt die Hessel, zudem münden hier die Flüsse Aabach, Ziegenbach und neue Hessel. Das geographische Zentrum der Ortschaft liegt etwa 3,3 km östlich von Peckeloh, 3,8 km nördlich von Greffen, 3,5 km südlich von Versmold und 3,1 km südwestlich von Oesterweg.

## Verkehr
Durch den Vorbruch zieht sich die Vorbruchstraße, eine gut ausgebaute Verbindungsstraße zwischen der L 831 in Peckeloh und der L 931 in Hesselteich.
Die Bahnstrecke Ibbenbüren–Hövelhof der Teutoburger Wald-Eisenbahn (TWE) verläuft durch die Bauerschaft. Hier befindet sich die Haltestelle Niedick. Die Bahnlinie ist seit 1977 nicht mehr im Schienenpersonennahverkehr (SPNV) tätig, sodass nur noch Güterzüge die Bahngleise passieren.